# Рагуж, Марко
Марко Рагуж (нем. Marko Raguž; родился 10 июня 1998 года, Грискирхен, Австрия) — австрийский футболист, нападающий клуба «Аустрия» (Вена).

## Клубная карьера
Рагуж — воспитанник клубов «Эфердинг» и «АКА Линц». В 2016 году Марко подписал контракт с ЛАСКом. Для получения игровой практики Марко начал выступать за молодёжный состав. 3 марта 2017 года в матче против «Ваккера» он дебютировал во Второй австрийской Бундеслиге. В этом же поединке Марко забил свой первый гол за ЛАСК. В своём дебютном сезоне Рагуж помог клубу выйти в элиту. 5 августа в матче против «Санкт-Пёльтен» он дебютировал в австрийской Бундеслиге. В матчах Лиги Европы сезона 2019/2020 против лиссабонского «Спортинга» и нидернадского АЗ он забил 5 мячей. 
В 2020 году в матчах Лиги Европы против словацкого ДАК 1904, лиссабонского «Спортинга» и болгарского «Лудогорца» он забил 4 мяча. 